# Mithoff

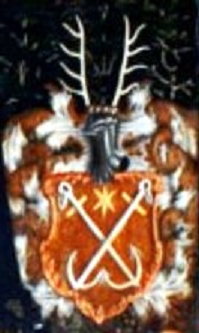
Wappen der Mithoff

Mithoff, auch Mithof, Mithob und latinisiert Mithobius, ist der Name eines alten hannoverschen Bürgergeschlechts, das erstmals 1430 in Neustadt am Rübenberge nachweisbar ist und von dem ein Zweig 1639 in den Reichsadelsstand erhoben wurde.

## Adelserhebung
- Reichsadelsstand von Kaiser Ferdinand III. am 7. November 1639 für Hector Mithobius (1561–1647) und seine Söhne Daniel, Hector und Franz Burchard als Comes palatinus unter dem Adelsnamen Mithobius von Mithoffen.[1]
- Der Adel des Geschlechts wurde dem Fähnrich von Mithoffen im Regiment v. Schwerin durch König Friedrich II. von Preußen laut Kabinettsorder vom 3. Juni 1771 anerkannt.

Eine adlige Linie bestand in Mecklenburg zumindest bis Ende des 19. Jahrhunderts, denn Johann Georg von Mithoffen (* 19. November 1798 in Güstrow, † 26. November 1880 in Gromadom/Posen) hatte mit Henriette Gottfriede Constanze Meinhardt die Tochter Henriette Gottfriede Caroline Eduardine von Mithoffen (* 15. Januar 1832 in Güstrow, † 28. Juni 1920 in Berlin-Friedenau), die seit 1853 mit Carl Adam Heinrich Kulow (* 15. August 1822 in Friedrichshagen, † 12. August 1907 in Neustrelitz) verheiratet war.

## Wappen
Das schon von Burchard Mithoff im 16. Jahrhundert geführte Wappen zeigt in Rot zwei ins Andreaskreuz gelegte silberne Anker, überhöht von einem goldenen Stern. Auf dem Helm mit rot-silbernen Decken ein silbernes Hirschgeweih.

## Namensträger

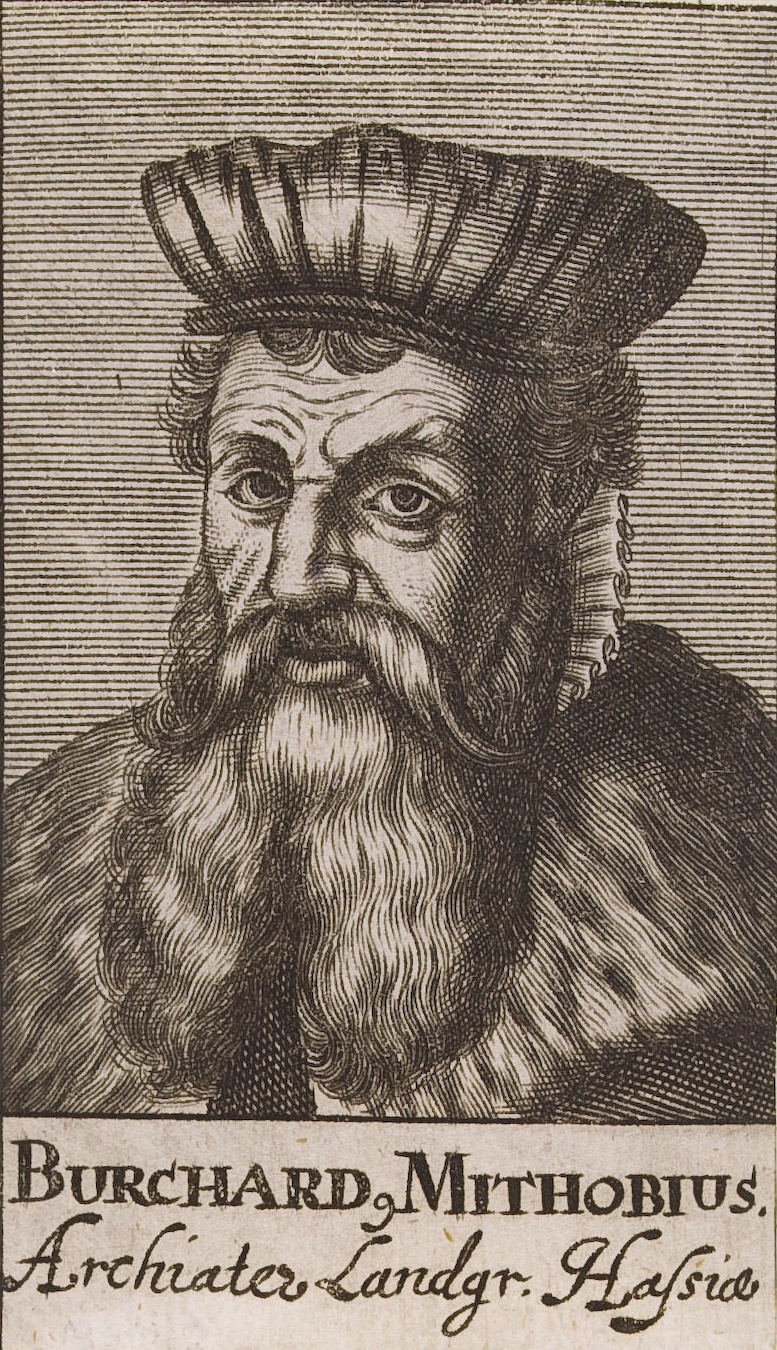
Burkhard Mithoff (1501–1564), „Archiater“ des Landgrafen Philipp I. und der Herzöge Erich I. und Erich II.

- Burkhard Mithoff (1501–1564), landgräflicher Leibarzt („Archiater“) in Kassel und herzoglicher in Hannoversch-Münden[3] Mithoff, latinisiert Burchard Mithobius, war an der Universität Marburg einer der ersten in Deutschland nachweisbaren Anatomen[4], zudem Mathematiker und Astronom
- Hector Mithobius (Mediziner) (1532–1607), deutscher Mediziner, Stadtphysicus in Hannover
- Hector Mithobius (Jurist) (1561–1647), deutscher Jurist, Sächsisch-Lauenburgischer Kanzler
- Hector Mithob (Theologe) (1600–1655), deutscher lutherischer Theologe, Superintendent  in Ratzeburg
- Konrad Mithobius (1575–1637), Leibarzt des Herzogs Christian in Celle
- Daniel Mithoff (Daniel Mithob von Mithoffen; 1595–1673), sachsen-lauenburgischer Kanzler, Kaiserlicher Hofpfalzgraf,[5] schwedischer Kommissar für Magdeburg-Halberstadt
- Hector Mithobius (–1677), Archidiaconus in Otterndorf, Superintendent des Landes Hadeln
- Franz Burchard Mithobius (–1648), Stadtphysicus in Hannover
- Christian August Mithobius (1615–1657), Arzt in Braunschweig
- Hector Johann Mithobius (1623–1681), Kanzler der Äbtissin von Quedlinburg, stolbergischer Rat
- Georg Friedrich Mit(t)hoff (1675–1738), Amtmann zu Dannenberg und Lüchow
- Balthasar Friedrich von Mithof, 1736 Kanzler der Äbtissin von Quedlinburg
- August Ludwig Mithoff (1685–1739), Landphysikus in Ratzeburg[6]
- Georg Ludwig Mithoff († 24. Juni 1755 in Osterode), Mediziner, Sohn von August Ludwig Mithoff[7]
- Johann Friedrich Mithoff, 1781 Gesandtschaftsprediger in London, später Generalsuperintendent in Clausthal
- Carl Friedrich Wilhelm Mithoff (1766–1852), Oberlandbaumeister in Hannover
- Justus Friedrich Mithoff (1774–1857), hannoverscher Kaufmann, Bürgervorsteher und Senator
- Wilhelm Mithoff (Hector Wilhelm Heinrich Mithoff; 1811–1886), hannoverscher Oberbaurat und Kunsthistoriker
- Theodor Mithoff (1835–1892), Professor für Volkswirtschaftslehre in Dorpat, Mitglied des preußischen Abgeordnetenhauses

Ein anderer Hektor Wilhelm Mitthoff, der ebenfalls 1811 (in Osterode) geboren sein soll, emigrierte in die Vereinigten Staaten und begründete die dortige Linie der Familie. Sein Sohn William Mitthoff, Jr. (1843–1887) wurde 1865 Adjutant General der Louisiana National Guard.
Je nachdem, ob man die von Hermann Conring 1656 in Helmstedt unter dem Namen des Hector Mithobius herausgegebenen Schrift Dissertatio de Controversiis Sueco-Polonicis, seu de Jure, quod in Sueciam Regi, ad Livoniam regno Poloniae, nullum competit als dessen eigenes Werk ansieht, wird Hector Mithobius auch als Pseudonym Conrings verzeichnet.